# Руско удружење пролетерских писаца
Руско удружење пролетерских писаца (рус. Российская ассоциация пролетарских писателей, РАПП) било је званично креативно удружење у СССР, основано у јануару 1925. године.
Један од главних циљева био је да „кажњава и кори у име Партије”, односно да подстиче цензуру књижевности базирану на идеологији. Постали су познати по енергичним нападима на писце који нису одговарали РУПП-овој дефиницији „правог совјетског писца”, што је на крају изазвало критике руководства Бољшевичке партије . Међу првим метама били су Јевгениј Замјатин и Борис Пилњак, а нападани су и про и анти-бољшевички писци, укључујући Михаила Булгакова, Максима Горког, Владимира Мајаковског и Алексеја Толстоја.
Руководство РУПП-а састојало се од више совјетских писаца и књижевних критичара. Међу њима су били Леополд Авербах (оснивач и генерални секретар), Владимир Киршон, Димитриј Фурманов, Александар Фадејев, Алексеј Селивановски, Јуриј Либедински, Владимир Јермилов и други.
У априлу 1932. године, РУПП, заједно с другим креативним удружењима, као што су Пролеткулт и Руско удружење пролетерских музичара, је распуштен, а уместо њих основан је Савез совјетских писаца.